# Peoria (geslacht)
Peoria is een geslacht van vlinders van de familie snuitmotten (Pyralidae), uit de onderfamilie Phycitinae.

## Soorten
- P. albifasciata (Hampson, 1918)
- P. albivenella (Janse, 1922)
- P. approximella Walker, 1866
- P. bipartitella Ragonot, 1887
- P. cashmiralis Hampson, 1903
- P. dimidiatella Dyar, 1914
- P. discinotella Ragonot, 1888
- P. floridella Shaffer, 1968
- P. gaudiella Hulst, 1890
- P. gemmatella Hulst, 1887
- P. haematica Zeller, 1872
- P. holoponerella Dyar, 1908
- P. johnstoni Shaffer, 1968
- P. longipalpella Ragonot, 1887
- P. luteicostella Ragonot, 1887
- P. nodosella Hulst, 1890
- P. opacella Hulst, 1887
- P. punctata Shaffer, 1976
- P. punctilineella Hampson, 1901
- P. rhodobaphella (Ragonot, 1888)
- P. roseotinctella Ragonot, 1887
- P. rosinella (Hampson, 1918)
- P. rostrella Ragonot, 1887
- P. santaritella Dyar, 1904
- P. sarensis Shaffer, 1976
- P. tetradella Zeller, 1872